# أرشافير شيراكيان
أرشافير شيراكيان (بالأرمنية: Արշաւիր Շիրակեան) (من مواليد يناير 1902  أو 1900 - 12 أبريل 1973) كاتبًا أرمني اشتهر لاغتياله سعيد حليم باشا وجمال عزمي كعمل انتقامي لأدوارهما في الإبادة الجماعية للأرمن. ويشتهر أيضًا بكتابته مذكرات «إرادة الشهداء» التي تقدم وصفًا دقيقًا لحياته أثناء الإبادة الجماعية للأرمن وعملية العدو.

## حياته
وُلد أرشافير شيراكيان في القسطنطينية، بالإمبراطورية العثمانية في عام 1900. ونشأ شيراكيان حول العديد من أعضاء الاتحاد الثوري الأرمني. وأثناء الإبادة الجماعية للأرمن، عُهد إلى شيراكيان بمهمة تهريب الأسلحة وإيصال رسائل سرية بين أعضاء الحزب. وصف شيراكيان في مذكراته أنه خلال تلك الأيام، كان هناك العديد من مسيرات الكراهية ضد الأرمن وأن العديد من المؤسسات الأرمنية تعرضت للتخريب مثل فندق توكاتليان.

## عملية العدو
كان هدف أرشافير شيراكيان الأول هو اغتيال الخائن الأرمني فاه إحسان. ووفقًا لمذكراته، كان فاه إحسان «خائنًا احتقره مواطنوه وأقاربه، واحتقره في النهاية أطفاله» و«ساعد في وضع قائمة بالأرمن البارزين الذين تم اعتقالهم وترحيلهم في عام 1915». اغتال شيراكيان إحسان في 27 مارس 1920 في القسطنطينية.
تم تكليف شيراكيان باغتيال سعيد حليم باشا بينما كان في المنفى في روما بإيطاليا. أقام شيراكيان في منزل في 28 فيا كولا دي رينزو في روما. وفي 5 ديسمبر عام 1921، اغتال شيراكيان سعيد حليم باشا بينما كان في سيارة أجرة في المنزل على طريق يوستاكيو.
وفي وقت لاحق، تم تكليف شيراكيان إلى جانب آرام يرغيان، بمهمة اغتيال كل من جمال عزمي وبهاء الدين شاكر، اللذين كانا في برلين. وفي 17 أبريل 1922، قابل شيراكيان عزمي وشاكر يمشيان مع أسرهما في شارع أولاندستراس. تمكن شيراكيان من قتل عزمي وجرح شاكر فقط. ركض يرغيانيان مُلاحقًا بهاء الدين وتمكن من قتله برصاصة في رأسه.

## حياته في وقت لاحق

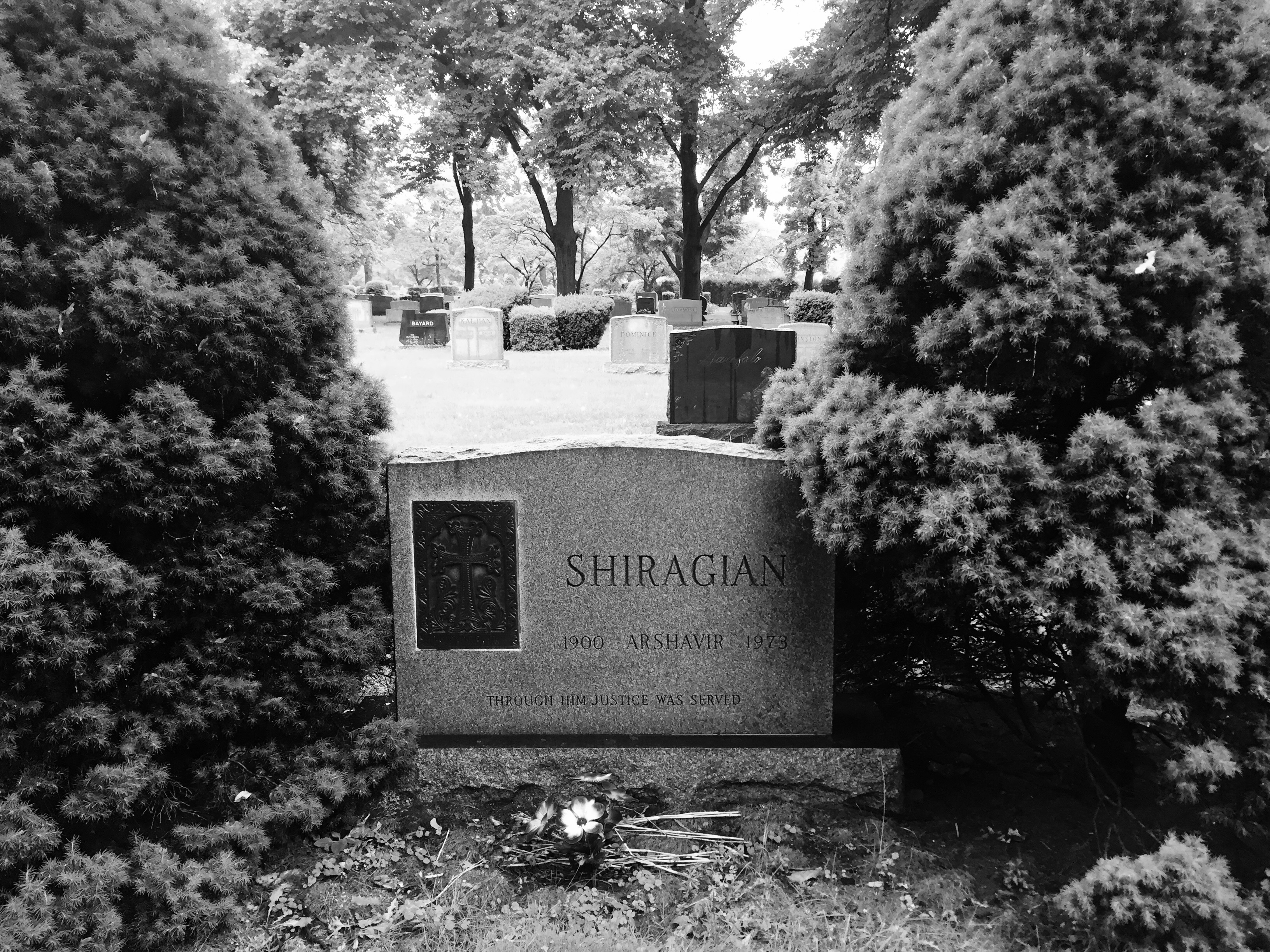
شاهد قبر شيراكيان في مقبرة هاكنساك في هاكنساك ، نيو جيرسي

تزوّج أرشافير شيراكيان في النهاية من زوجته كيان وانتقل إلى نيويورك في عام 1923، حيث أنجبت ابنتهام سونيا. وكان أيضًا ناشطًا في الحياة العامة في منطقة نيويورك / نيو جيرسي ومجتمعها الأرمني. ونشر مذكراته في عام 1965 بعنوان "English էր նահատակներուն" (الإنجليزية: كان إرث الشهداء). تُرجمت المذكرات في النهاية إلى الفرنسية. تُوفي شيراكيان في عام 1973 عن عمر يناهز 73 عامًا ودُفن في مقبرة هاكنساك في نيو جيرسي. تعيش ابنته سونيا حاليًا في ساوث كارولينا مع ابنتها إليزابيث بوستون.
كما تم الاعتراف به وتكريمه كبطل وطني من قبل الأرمن.